# Communitarisme
De term communitarisme of communautarisme (Latijn: communio, "gemeenschap") staat voor een stroming in de politieke en sociale filosofie, die kritisch staat tegenover het moderne kapitalisme en liberalisme en die omstreeks 1980 ging reageren op de politieke filosofie van John Rawls. Belangrijke vertegenwoordigers zijn Alasdair MacIntyre, Michael Walzer, Benjamin Barber, Charles Taylor en Amitai Etzioni.

## Inhoud
Vanaf het begin van de mensengeschiedenis zoeken mensen elkaar op om samen vorm te geven aan gemeenschappen. Dit gebeurde dikwijls uit "welbegrepen eigenbelang": het is veiliger en economischer om samen te leven. Als atomistisch individu op jezelf te zijn aangewezen is in een pre-industriële samenleving ondoenlijk. Gemeenschappen bestaan dus op basis van wederkerigheid en onderling hulpbetoon. Om het leven binnen een gemeenschap zo leefbaar mogelijk te houden worden er regels opgesteld waaraan de leden van de gemeenschap zich moeten houden om zo onderlinge problemen binnen de gemeenschap te voorkomen. Individuele vrijheid speelt hierin vrijwel geen rol, wel wordt ieder lid van de gemeenschap gewaardeerd om zijn of haar inbreng. Er is nauwelijks sprake van sociale mobiliteit. Hard werken is de norm en er is sprake van een soort sociaal zekerheidssysteem binnen de (uitgebreide familie)gemeenschap (als je ziek bent wordt er voor je gezorgd, evenals bij ouderdom of invaliditeit). Er ontstaan binnen de gemeenschap wel allerlei gemeenschappelijke activiteiten en rituelen (oogstfeesten, religieuze plechtigheden) die eigen zijn aan de gemeenschap en die in de verte doen denken aan wat de moderne mens ontspanning noemt. De activiteiten en rituelen hebben echter vooral een samenbindend karakter. Leden die zich misdragen of zich niet aan de regels houden worden echter gezien als paria's en uit de gemeenschap verwijderd. Omdat het leven buiten de gemeenschap gevaarlijk is en de overlevingskansen buiten een gemeenschap zeer gering zijn, hield men zich echter aan de regels en wetten van de gemeenschap.
Eigenlijk is deze situatie door de eeuwen heen niet echt veranderd: we leven nog steeds - deels uit eigenbelang, deels omdat we gezelschap nodig hebben - in gemeenschappen (dorpen, steden), we worden geacht ons te houden aan verschillende regels en wetten om zo het samenleven mogelijk te maken en om conflicten te voorkomen, etc. Een mens wordt geboren in een gemeenschap die bepaald wordt door bepaalde waarden, godsdienst, rituelen e.d. en voelt zich daar in vele gevallen behaaglijk bij omdat het een vorm van geborgenheid, veiligheid en zekerheid biedt. Veel taken die vroeger bij de gemeenschap lagen zijn sinds de industriële revolutie overheidstaken geworden. Deze taak weer terug te leggen bij de gemeenschap zoals soms wel wordt beoogd door communitaristen kan alleen als burgers zich bewust zijn en zich verplicht voelen om deze taken over te nemen. Burgerschapsonderwijs zou de burgers daar dan op moeten voorbereiden. 
Communitaristen zijn van mening dat alleen een in een gemeenschap ingebedde mens, in staat is zich een oordeel te vormen over de grondslagen van wat gerechtigheid is: alleen waar gemeenschappen bestaan, kunnen zich voorstellingen van gedeelde waarden en normen ontwikkelen, concepties van wat goed en kwaad is en alleen daar kan daarover ook in politieke zin zinvol onderhandeld worden. Communitaristen beklemtonen de afhankelijkheid van de mens van de gemeenschap, wat in scherpe tegenstelling staat met de liberalistische opvatting, voor zover die het primaat eenzijdig legt bij het onafhankelijke individu. Communitaristen sluiten een onafhankelijk oordeel van het individu binnen de gemeenschap niet uit, maar geven er de voorkeur aan om te spreken van een sociaal individu. In het bijzonder Charles Taylor en Alasdair MacIntyre hebben dit concept verder uitgewerkt.
Het communitarisme vindt dat de ontplooiing van het individu sociale begrenzingen mag kennen en waardeert dat op zichzelf positief. Ze vinden dat het radicale liberalisme een zichzelf vernietigende kracht vormt, omdat die alles verwacht van de maximalisatie van het economische nut en de zelfverwerkelijking van het autonome individu, en zo oorzaak is van de atomisering en vermarkting van de samenleving, het verlies aan solidariteit, van waardenoriëntaties, van legitimiteit, identiteit en het vermogen tot kritische zingeving. Er wordt daarbij onder meer gewezen op het verlies aan burgerlijk engagement, het zich terugtrekken in de privésfeer en het krampachtig zoeken naar nieuwe, compenserende, populistische identity-markers waarin burgers zich rigoureus afgrenzen van andere burgers vanwege hun geloof of etnische achtergrond. Communitaristen vragen zich af wat het betekent een enkeling in een samenleving te zijn; wat het maatschappelijk verschijnsel individualisering betekent; wat de ontbindingsverschijnselen, die individualisering voortbrengen, zijn; wat het "cement" kan zijn dat een gemeenschap kan binden. Ze zoeken bij voorkeur alternatieven in een politiek die gericht is op algemeen welzijn en benadrukken daarbij het belang van een sterke civil society, ze zijn wars van etatisme, maar niet van ingrepen in wat ze zien als de verbureaucratiseerde verzorgingsstaat. De tegenstellingen tussen communitaristen en liberalisten kunnen daarom door meerdere traditionele politieke stromingen heen lopen. De verschillen zijn vaak klein, er zijn liberalen die veel aandacht hebben voor gemeenschappen en gemeenschapswaarden (Jo Grimond) en communitariërs die veel waarde hechten aan individuele vrijheden (Taylor). Het gaat er echter om waar het primaat ligt, uiteindelijk zal de liberaal denkende communitariër de gemeenschap  voorrang verlenen, terwijl bij de communitarisch denkende liberaal uiteindelijk de individuele keuzevrijheid de doorslag zal geven. 

## Communitarische denkers
- Jean-Jacques Rousseau
- Alexis de Tocqueville (liberaal)
- Martin Buber
- Charles Taylor (liberaal)
- Michael Walzer (liberaal)
- Joseph Raz (liberaal)
- Benjamin Barber
- Gad Barzilai
- Robert N. Bellah
- Phillip Blond
- Amitai Etzioni
- William Galston
- Mark Kuczewski
- Alexandre Marc
- Stephen Marglin
- Emmanuel Mounier
- Costanzo Preve
- Robert Putnam
- Jose Perez Adan
- Michael Sandel
- Ad Verbrugge

## Communitarische concepten
- Res publica
- Civil society
- Sociaal kapitaal
- Burgerschapsonderwijs
- Normen en waarden
- Deugd/deugdethiek

## Aanverwante stromingen
- Republicanisme (klassiek republicanisme)
- Traditioneel-conservatisme
- Distributisme
- Libertair socialisme
- Collectivisme
- Personalisme